# Полтавський оперний театр

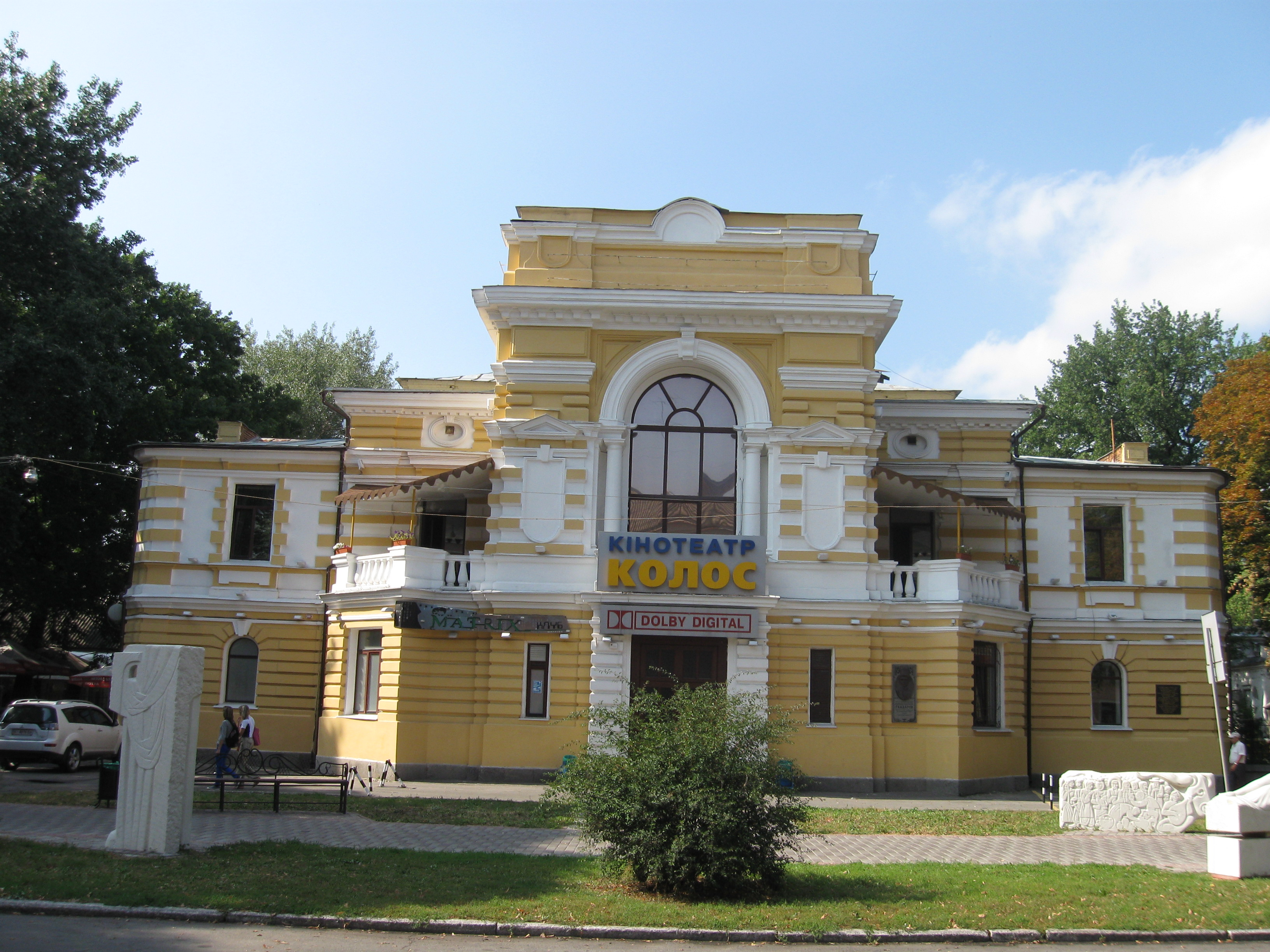
Вистави Полтавського оперного театру відбувалися в просвітницькому будинку по вул. Гоголя, 22 (тепер тут кінотеатр «Колос»)

Полта́вський о́перний теа́тр — оперний театр, який існував в українському місті Полтаві у період 1919–1929 років.

## З історії театру
Полтавський оперний театр був створений 1919 року на базі музичної частини Першої української народної радянської трупи Першого радянського театру ім. М. В. Гоголя, акторів Полтавського українського драматичного товариства.
Заклад діяв також під назвою «Оперний трудовий колектив».
Організатором та художнім керівником театру був директор Полтавського музичного технікуму, в майбутньому головний диригент оперних театрів України, Горьковського театру опери та балету О. Г. Єрофєєв.
У складі трупи в різний час працювали диригенти В. М. Верховинець, І. Гітгарц, балетмейстер Джемшеров, режисер Вовчик, С. Коробов, Муравйов, Юнгвальд-Хількевич; українські співаки: П. Авраменко, Зосимович, І. С. Козловський (у 1919—1924 роках служив у Червоній Армії та брав участь у виставах Полтавського театру), Костюченко, В. Полив'яний, О. Д. Ропська, В. Старостинецька, Н. Бартош-Седенко, російські оперні актори: Арсеньєва, М. Дніпрова, Зложинський, М. Зубов, Завалов, Милославський, І. Плішаков, Торвик-Гарло, Уфімський. У деяких виставах брали участь гастролери, зокрема Дніпрова, Ф. Лабінський, М. Манська, П. Цесевич та інші.
Загалом у Полтавському оперному театрі було поставлено 21 оперу та 3 оперети.
Театр існував (з перервами) до 1929 року.

## Репертуар
У репертуарі Полтавського оперного театру:
опери:
- «Тарас Бульба» М. В. Лисенка;
- «Наталка Полтавка» М. Лисенка;
- «Катерина» М. Аркаса;
- «Пікова дама» П. Чайковського;
- «Демон» А. Рубінштейна;
- «Дубровський» Е. Направника;
- «Фауст» Ш. Гуно;
- «Трубадур» Дж. Верді;
- «Кармен» Ж. Бізе;
- «Паяци» Р. Леонкавалло
- «Сільська честь» П. Масканьї.

комічні опери і оперети:
- «Сільва» І. Кальмана;
- «Корневільські дзвони» Р. Планкета та інші.